# Квинт Валерий Орка
Квинт Вале́рий О́рка (лат. Quintus Valerius Orca; умер после 45 года до н. э.) — римский политический деятель из плебейской ветви рода Валериев, претор 57 года до н. э.

## Происхождение
По одной из версий, Орка являлся сыном Квинта Валерия, уроженца Сор, писателя, друга и соседа Марка Туллия Цицерона. Известно также, что он принадлежал к Ромилиевой трибе. Кроме того, в историографии существует предположение, что Квинт Валерий-старший мог приходиться отцом ещё и монетарию 45 года до н. э. Луцию Валерию Ацискулу — эвентуальному брату Орки.

## Биография
Первые упоминания о Квинте Валерии в сохранившихся источниках относятся к 57 году до н. э., когда он, будучи действующим претором, в числе прочих содействовал возвращению Марка Туллия Цицерона из ссылки. По всей видимости, к этому времени Орка уже являлся союзником Гая Юлия Цезаря, так как некоторые исследователи полагают, что он присутствовал на тайном совещании триумвиров в Лукке (апрель 56 года до н. э.), когда управлял Африкой. Этим же периодом датированы несколько рекомендательных писем, адресованных ему в провинцию Цицероном.
Точный срок проконсульских полномочий Квинта Валерия историками не установлен; предполагается, что его преемником мог являться Гай Консидий Лонг, прибывший в провинцию не позднее 53 года до н. э. В начавшемся вооружённом конфликте между двумя триумвирами Квинт поддержал Цезаря, став его легатом, предположительно, после участия в сенатском заседании 1 апреля 49 года до н. э. В апреле этого года во главе легиона направлен Цезарем для управления Сардинией, так как эта провинция являлась важным поставщиком зерна в Рим, и её потеря могла вызвать массовое недовольство в столице. Как только провинциалы узнали, что к ним посылают Валерия, они ещё до его отъезда из Италии сами прогнали из города своего наместника Марка Аврелия Котту, в ужасе бежавшего в Африку.
В следующий раз Квинт Валерий упоминается в связи с деятельностью коллегии по распределению земли между ветеранами Юлия Цезаря осенью 45 года до н. э.: здесь он участвовал в конфискации земельных угодий помпеянцев в Этрурии, близ Волатерр, превращённых Цезарем в римскую колонию. 
После этих событий имя Квинта Валерия в письменных источниках уже не фигурирует.